# Christmas Chants
Christmas Chants (2006) è l'ottavo album del gruppo tedesco Gregorian. Nel 2008 è stata pubblicata un'edizione speciale intitolata Christmas Chants & Visions, contenente il CD originale con due tracce bonus a un DVD. Quest'ultimo contiene un concerto registrato a Berlino nel dicembre del 2007 durante il Gregorian's Christmas tour.

## Tracce
1. Ave Maria
2. Silent Night
3. When a Child Is Born
4. Amazing Grace
5. The First Noel
6. In the Bleak Midwinter
7. Pie Jesu
8. A Spaceman Came Travelling
9. O Come All Ye Faithful
10. Gloria in Excelsis
11. Footsteps in the Snow
12. Peace on Earth/Little Drummer Boy
13. Sweeter the Bells
14. Child in a Manger
15. Happy Xmas (War Is Over) (John Lennon)
16. Auld Lang Syne
17. Last Christmas (traccia bonus, con Carolin Fortenbacher)
18. Moment of Peace (traccia bonus)